# Rety
Rety és un municipi francès situat al departament del Pas de Calais i a la regió dels Alts de França. L'any 2007 tenia 1.917 habitants.

## Demografia

### Població
El 2007 la població de fet de Rety era de 1.917 persones. Hi havia 660 famílies de les quals 116 eren unipersonals (40 homes vivint sols i 76 dones vivint soles), 208 parelles sense fills, 288 parelles amb fills i 48 famílies monoparentals amb fills.
La població ha evolucionat segons el següent gràfic:
Habitants censats

### Habitatges
El 2007 hi havia 728 habitatges, 677 eren l'habitatge principal de la família, 22 eren segones residències i 29 estaven desocupats. 717 eren cases i 10 eren apartaments. Dels 677 habitatges principals, 470 estaven ocupats pels seus propietaris, 190 estaven llogats i ocupats pels llogaters i 17 estaven cedits a títol gratuït; 1 tenia una cambra, 10 en tenien dues, 95 en tenien tres, 215 en tenien quatre i 356 en tenien cinc o més. 562 habitatges disposaven pel capbaix d'una plaça de pàrquing. A 305 habitatges hi havia un automòbil i a 294 n'hi havia dos o més.

### Piràmide de població
La piràmide de població per edats i sexe el 2009 era:
| Homes | Edats   | Dones |
| ----- | ------- | ----- |
| 0     | 95 o +  | 0     |
| 0     | 90 a 94 | 0     |
| 0     | 85 a 89 | 16    |
| 12    | 80 a 84 | 16    |
| 24    | 75 a 79 | 36    |
| 16    | 70 a 74 | 20    |
| 32    | 65 a 69 | 44    |
| 52    | 60 a 64 | 24    |
| 32    | 55 a 59 | 44    |
| 76    | 50 a 54 | 52    |
| 64    | 45 a 49 | 80    |
| 84    | 40 a 44 | 64    |
| 92    | 35 a 39 | 68    |
| 76    | 30 a 34 | 72    |
| 60    | 25 a 29 | 68    |
| 60    | 20 a 24 | 40    |
| 60    | 15 a 19 | 88    |
| 84    | 10 a 14 | 68    |
| 88    | 5 a 9   | 76    |
| 68    | 0 a 4   | 60    |

## Economia
El 2007 la població en edat de treballar era de 1.258 persones, 849 eren actives i 409 eren inactives. De les 849 persones actives 738 estaven ocupades (446 homes i 292 dones) i 111 estaven aturades (51 homes i 60 dones). De les 409 persones inactives 102 estaven jubilades, 117 estaven estudiant i 190 estaven classificades com a «altres inactius».

### Ingressos
El 2009 a Rety hi havia 716 unitats fiscals que integraven 2.037,5 persones, la mediana anual d'ingressos fiscals per persona era de 14.163 €.

### Activitats econòmiques
Dels 44 establiments que hi havia el 2007, 3 eren d'empreses alimentàries, 3 d'empreses de fabricació d'altres productes industrials, 7 d'empreses de construcció, 8 d'empreses de comerç i reparació d'automòbils, 6 d'empreses de transport, 3 d'empreses d'hostatgeria i restauració, 1 d'una empresa immobiliària, 2 d'empreses de serveis, 6 d'entitats de l'administració pública i 5 d'empreses classificades com a «altres activitats de serveis».
Dels 9 establiments de servei als particulars que hi havia el 2009, 1 era una autoescola, 1 paleta, 1 guixaire pintor, 1 fusteria, 1 electricista, 1 empresa de construcció, 1 perruqueria i 2 restaurants.
Dels 3 establiments comercials que hi havia el 2009, 1 era una gran superfície de material de bricolatge i 2 fleques.
L'any 2000 a Rety hi havia 35 explotacions agrícoles que ocupaven un total de 1.160 hectàrees.

## Equipaments sanitaris i escolars
L'únic equipament sanitari que hi havia el 2009 era una farmàcia.
El 2009 hi havia una escola elemental.

## Poblacions més properes
El següent diagrama mostra les poblacions més properes.